# Бобров Іван Іванович
Іва́н Іва́нович Бобро́в (1900 , Дніпро, Катеринославська губернія, Російська імперія  — невідомо ) — український радянський діяч, в. о. голови Харківської міської ради у 1937–1939 роках. Депутат, член постійної комісії законодавчих передбачень Верховної Ради УРСР 1-го скликання (1938–1947).

## Біографія
Народився 1900 року в родині пекаря в місті Катеринославі, тепер місто Дніпро, Дніпропетровська область, Україна. З 15 років працював кріпильником на будівництві тунелів Мерефо-Херсонської дороги. Служив добровольцем у Червоній армії під час Громадянської війни в Росії. 
До 1923 року перебував на продовольчій роботі. З 1923 року — голова робітничого комітету, голова дорожньої страхувальної каси будівельників тунелів. 
1926 року вступає у ВКП(б).
З 1929 року — в апараті Всеукраїнського професійного комітету спілки будівельників. З 1931 року — на профспілковій та господарській роботі на Дніпробуді.
З 1934 року — студент Української промислової академії імені Сталіна (місто Харків).
У 1937–1939 роках виконував обов’язки голови Харківської міської ради. 
26 червня 1938 року був обраний депутатом Верховної Ради УРСР першого скликання по Жовтневій виборчій окрузі № 241 м. Харкова.
У липні 1944 – 1946 року — голова виконавчого комітету Дрогобицької міської ради депутатів трудящих.
З (затв. у жовтні) 1946 року — заступник голови виконавчого комітету Херсонської обласної ради депутатів трудящих.
Подальша доля невідома.